# Trzebnice Lubińskie
Trzebnice Lubińskie − zlikwidowana stacja kolejowa w Trzebnicach, w Polsce, w województwie dolnośląskim, w powiecie polkowickim, w gminie Chocianów. Stacja została otwarta w dniu 1 października 1917 roku razem z linią kolejową z Lubina Górniczego do Chocianowa. Do 1985 roku był na niej prowadzony ruch osobowy i towarowy. W 1992 roku linia została zlikwidowana.